# Heinrich Nicolai
Heinrich Nicolai (* 5. oder 7. Mai 1605 in Danzig; † 29. Dezember 1660 ebenda) war ein deutscher lutherischer Theologe und Philosoph.

## Leben
Nicolai war Sohn eines Stadtsekretärs. Bereits mit 16 Jahren hatte er das Danziger Gymnasium abgeschlossen und ging anschließend an die Universität Wittenberg, an der er vor allem von Heinrich Höpfner beeinflusst wurde. Er besuchte verschiedene Universitäten, studierte unter anderem bei Johann Gerhard an der Universität Jena, bevor er schließlich 1626 an der Universität Marburg den philosophischen Magistergrad erlangte. Anschließend bereiste er Europa und kam schließlich nach Rostock. Dort wurde er 1628 zum Studium der Theologie an der Universität Rostock immatrikuliert. 1631 nahm er einen Ruf auf die Professur der Logik und Metaphysik an das Akademische Gymnasium Danzig an. Er war in dieser Zeit schriftstellerisch sehr produktiv, so gab er bis zum Jahr 1645 13 philosophische Schriften heraus. Sowohl der Landgraf Georg von Hessen als auch der Kurfürst Georg Wilhelm von Brandenburg boten ihm an die Kosten für den Erwerb des theologischen Doktorgrads zu übernehmen. Beide schlug er aber aus.
Nicolai, der schon zuvor wegen fehlender Orthodoxie das vorgesehene Predigeramt in Danzig nicht erhielt, geriet im Kontext der Thorner Religionsgespräche in den Synkretistischen Streit, wobei insbesondere Abraham Calov und sein Rektor sowie Senior des Danziger Ministeriums Johann Botsack seine Gegner waren. Dies führte letztlich dazu, dass der Danziger Rat ihn 1651 entließ. Er erhielt jedoch im selben Jahr einen Ruf an das Gymnasium von Elbing, an dem er die Professur für Theologie und Philosophie übernahm. Dort verwickelte er sich wieder in Streitigkeiten und gab in der Folge 1657 die Professur auf und kehrte nach Danzig zurück. Dort erhielt er allerdings nicht die von ihm gewünschte Anstellung und Professur.
Nicolai verblieb trotzdem in Danzig. Kurz vor seinem Tod unterschrieb er einen Widerruf seiner Lehren, um noch einmal das Abendmahl zu erhalten, das ihm bis dahin in Danzig verweigert wurde.

## Werke (Auswahl)
- Irenicum s. de differentiis religionum conciliandis commentatio, Danzig 1645.
- Apologica pro irenico, Danzig 1648.
- Pentecostalia, h. e., de Spiritu S., Rethius, Danzig 1648.
- De Magicis Actionibus, Tractatus Singularis. Philosophico-Theologicus & Historicus, Rethius, Danzig 1649.
- Miscella Theologica: De Sanctimonia, bonis operibus, loquendi & sentiendi modis in illis, & superstitiosis quibusdam festis ..., Literis Corellianis, Elbing 1653. (1654 durch die römisch-katholische Glaubenskongregation auf den Index gesetzt)[2]
- De Symbolo Athanasii, Rethius, Danzig 1655.